# 다이라다테역
다이라다테역(일본어: 平館駅)은 일본 이와테현 하치만타이시에 위치한 동일본 여객철도 하나와 선의 철도역이다. 단선 승강장 1면 1선의 구조를 갖춘 지상역이다.

## 역 주변
- 국도 제282호선

## 역사
- 1922년 8월 27일 : 하나와 선 고마 ~ 다이라다테 간 개업과 동시에 철도성의 역으로서 이와테 군 다이라다테 촌에 개업.
- 1984년 5월 1일 : 교환 설비 철거, 무인역화.
- 1987년 4월 1일 : 일본국유철도 분할 민영화에 의해, 동일본 여객철도가 승계.
- 2002년 12월 1일 : 간이 위탁을 폐지, 무인화.

## 인접 역
| 동일본 여객철도 하나와 선 | 동일본 여객철도 하나와 선 | 동일본 여객철도 하나와 선 |
| ------------------------- | ------------------------- | ------------------------- |
| 오부케 고마 방면          | ■ 하나와 선               | 기타모리 오다테 방면      |